# Canthidium lentum
Canthidium lentum är en skalbaggsart som beskrevs av Wilhelm Ferdinand Erichson 1847. Canthidium lentum ingår i släktet Canthidium och familjen bladhorningar. Inga underarter finns listade.